# Can Bartu
Can Bartu   (Kadıköy, 30 de gener de 1936 - Istanbul, 11 d'abril de 2019) va ser un futbolista i jugador de basquetbol turc de la dècada de 1960.
Començà jugant a basquetbol al Fenerbahçe i disputà sis partits amb la selecció de Turquia. Com a futbolista jugà al propi Fenerbahçe SK i a continuació a l'ACF Fiorentina, Venezia A.C. i S.S. Lazio. Fou 26 cops internacional amb la selecció turca.